# Ladella nepallata
Ladella nepallata är en insektsart som beskrevs av Caldwell och Martorell 1951. Ladella nepallata ingår i släktet Ladella och familjen Tropiduchidae. Inga underarter finns listade i Catalogue of Life.